# Тоженець
Тоженець (пол. Torzeniec) — село в Польщі, у гміні Дорухув Остшешовського повіту Великопольського воєводства.
Населення — 641 особа (2011).
У 1975-1998 роках село належало до Каліського воєводства.

## Демографія
Демографічна структура станом на 31 березня 2011 року:
|          | Загалом | Допрацездатний вік | Працездатний вік | Постпрацездатний вік |
| -------- | ------- | ------------------ | ---------------- | -------------------- |
| Чоловіки | 332     | 73                 | 228              | 31                   |
| Жінки    | 309     | 72                 | 174              | 63                   |
| Разом    | 641     | 145                | 402              | 94                   |